# Chi ha ucciso l'auto elettrica?
Chi ha ucciso l'auto elettrica? (Who Killed the Electric Car?) è un film documentario del 2006 che esplora la nascita, la limitata commercializzazione e la successiva morte dell'automobile elettrica a batterie negli Stati Uniti, e nello specifico della General Motors EV1 degli anni novanta.
Il film esplora il ruolo delle case produttrici di automobili, dell'industria petrolifera, del Governo degli USA, dei limiti tecnologici e dei consumatori nel limitare lo sviluppo e l'adozione di questa tecnologia.
È stato pubblicato in DVD nel mercato dell'home video il 14 novembre 2006 dalla Sony Pictures Home Entertainment.